# John Broome (filosof)
John Broome, född 1947 i Kuala Lumpur, är en brittisk filosof och nationalekonom. 
Broome är professor i moralfilosofi vid University of Oxford. Han invaldes 1999 som ledamot av Royal Society of Edinburgh, 2000 som ledamot av British Academy och 2007 som utländsk ledamot av Kungliga Vetenskapsakademien.